# リタ・レノア
リタ・レノア（Rita Renoir、1934年1月19日 - 2016年5月4日）は、フランス生まれの女優、ダンサー、ストリッパー。リタ・ルノワールともいう｡

## 人物・来歴
1950年代から有名ストリップ劇場に出演し、パリのクレイジーホースのショーで名を轟かせ、モンド映画の「世界の夜」や「地球の皮を剥ぐ」で日本でも知られるようになった。その後ミケランジェロ・アントニオーニの映画等にも出演し、女優としても映画や舞台にも出るようになった。

## フィルモグラフィー
- 世界の夜 (Mondo di Notte) 1959年
- 地球の皮を剥ぐ（Il Mondo di Notte N.3） 1963年
- 赤い砂漠（Il deserto rosso）1964年
- ガラスの墓標（Cannabis）1969年